# الدوري السوفيتي الممتاز لكرة القدم 1981
الدوري السوفيتي الممتاز لكرة القدم 1981 هو الموسم 45 من الدوري السوفيتي الممتاز لكرة القدم. أقيم خلال الفترة 25 مارس 1981 وحتى 11 نوفمبر 1981، وأشرف على تنظيمه الاتحاد السوفيتي لكرة القدم، وكان عدد الأندية المشاركة فيه 18، وفاز فيه دينامو كييف.